# Opera morta

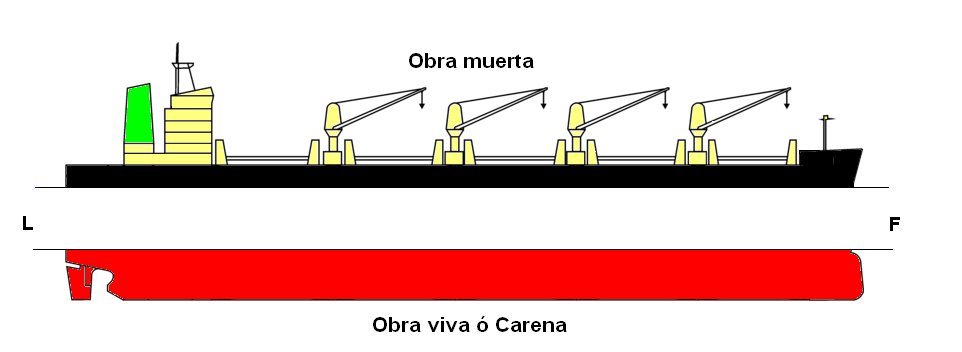
L'opera morta è quella in colore nero.

Opera morta indica nella terminologia nautica la parte di scafo della nave situata al di sopra del piano di galleggiamento.
Dalla sua estensione più o meno ampia, dipende un'importante grandezza per la sicurezza della nave, chiamata riserva di galleggiabilità.